# Pteris aspericaulis
Pteris aspericaulis là một loài thực vật có mạch trong họ Pteridaceae. Loài này được Wall. ex J. Agardh miêu tả khoa học đầu tiên năm 1839.